# Difesa a rombo

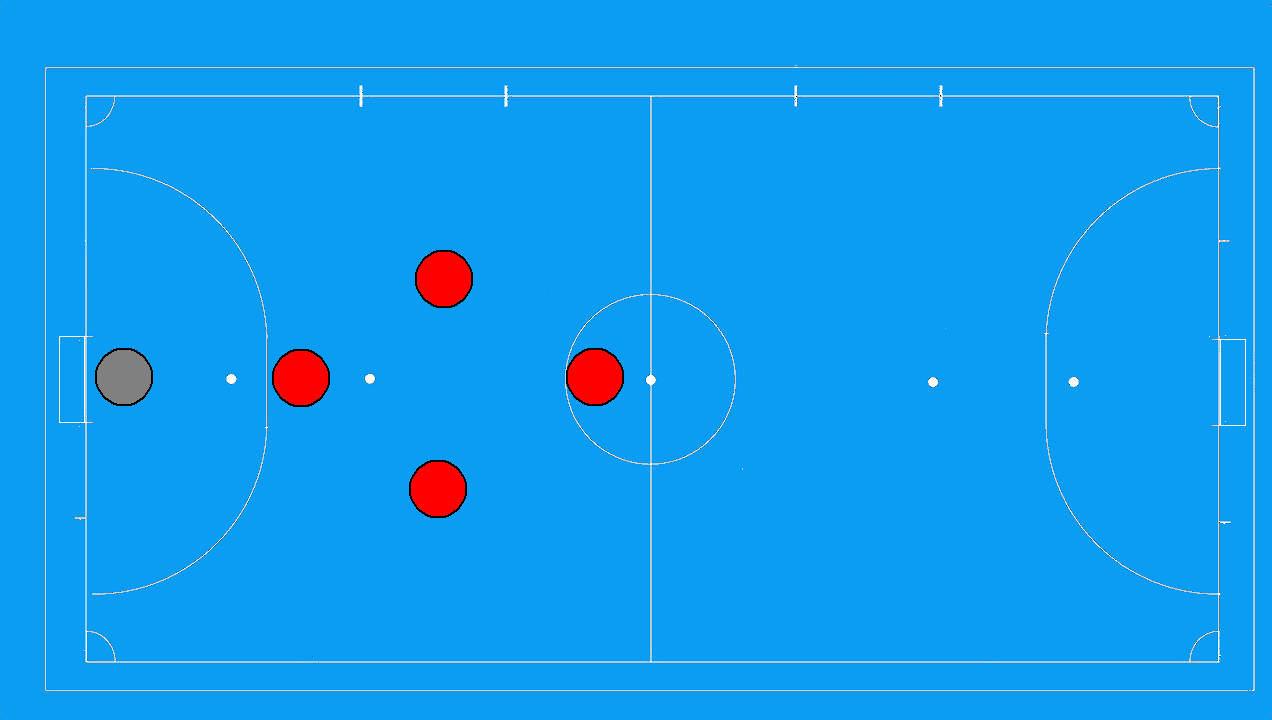
La difesa a rombo

La Difesa a rombo è un sistema di difesa adottato nel calcio a 5 che consiste nello schierare i quattro giocatori di movimento in modo da formare un rombo la cui diagonale maggiore è perpendicolare alla linea mediana del campo.
Questo modulo di gioco viene utilizzato solitamente per una difesa nella propria metà campo, costituisce uno dei primi moduli difensivi prima dell'avvento di tecniche più evolute come la difesa in pressing ed in ultrapressing. Le sue principali caratteristiche sono:
- Brevi spazi tra i giocatori, che permettono più frequenti cambi di marcatura e raddoppi difensivi, facendo spendere meno energia ai giocatori in fase difensiva.
- Predominio sulla propria zona centrale tra l'area di rigore ed il disco del tiro libero, dove i tiri avversari possono risultare più pericolosi.
- Abbandono del predominio sulle fasce, che comporta il rischio di tiri in diagonale e schemi che liberano la deviazione sul secondo palo.